# Versailles (Band)
Versailles, auch bekannt als Versailles -Philharmonic Quintet-, ist eine 2007 gegründete japanische Symphonic-Metal- und Visual-Kei-Band.

## Geschichte
Versailles wurde im März 2007 von Kamijo (ex-Lareine,) Hizaki (ex-Sulfuric Acid) und Jasmine You (ex-Jyakura) gegründet. Später schlossen sich Teru (ex-Aikaryu) und Yuki (ex-Sugar Trip), die vom Rock May Kan empfohlen wurden, der Gruppe an. Jasmine You und Teru spielten bereits gemeinsam in Hizakis Soloprojekt Hizaki Grace Project.

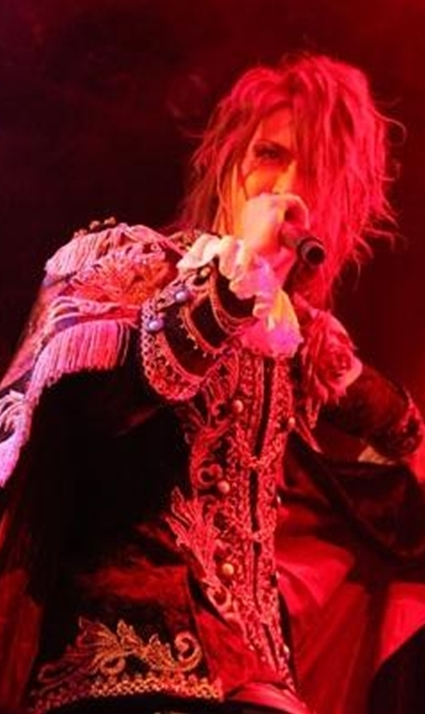
Kamijo

Kamijo und Hizaki haben das Konzept von Versailles im Herbst 2006 entworfen und verbrachten sechs Monate mit der Suche nach Mitgliedern. Sie suchen « die absolute Youshikibi » (Schönheit der Form der Klänge und extremer Ästhetizismus). Im März 2007 wurde die Gründung der Band bekanntgegeben. Eine Werbevideo wurde im Internet verbreitet, eine englischsprachige Seite auf Myspace geschaffen und der ausländischen Presse wurden viele Interviews gegeben.
Ein erster Auftritt direkt gefolgt von ihrem ersten Auftritt am 24. Juni. Gleichzeitig veröffentlichten sie auch ihre allererste Single und DVD-Single, The Revenant Choir.
Am 31. Oktober unterzeichnete die Gruppe einen Vertrag mit dem deutschen Independent-Label CLJ Records und veröffentlichte ihr erstes Mini-Album Lyrical Sympathy zeitgleich in Japan und Europa. Ihr Lied The Love from a Dead Orchestra erschien auch auf einem Sammelalbum Tokyo Rock City, am 9. November von Sony BMG in Deutschland veröffentlicht.
Am 3. Mai 2008 spielte die Band mit anderen Visual-Kei-Top-Bands wie X Japan, Luna Sea, Mucc und Marbell vor 30.000 Menschen im Ajinomoto-Stadion. Das Konzert war ein Memorial-Konzert für den 1998 verstorbenen X-Japan-Gitarristen Hideto Matsumoto. Im gleichen Jahr debütierte Versailles in den USA mit einem Konzert am 30. Mai im Project A-Kon in Dallas (Texas) und am 3. Juni in der Knitting Factory in Los Angeles (Kalifornien). Auf dem persönlichen Blog von Jasmine You und Teru wurde berichtet, dass das Konzert im Project A-Kon mehr als 3.000 Besucher anzog, und das Konzert in der Knitting Factory komplett ausverkauft war. In Frankreich trat die Gruppe zum ersten Mal am 6. April 2008 auf.
Am 9. Juli 2008 veröffentlichten Versailles dann ihr erstes richtiges Album Noble. Es erschien zunächst exklusiv im iTunes-Store. In Japan und Europa erschien eine Woche später die CD-Version. Eine amerikanische Veröffentlichung folgte am 21. Oktober 2009.
Wenig später registrierte eine andere (amerikanische) Gruppe, auch Versailles genannt, den Namen, was die japanische Gruppe zu einer Namensänderung zwang. Schlussendlich änderten sie ihren Namen aber nur für ihre Tournee in den USA in „Versailles -Philharmonic Quintet-“. Erste Veröffentlichung unter dem neuen Namen war der Free-Sownload-Titel PRINCE. Am 12. Dezember 2008 erschien die erste Single als Versailles -Philharmonic Quintet- : Prince & Princess, erhältlich in einer regulären Ausgabe und fünf limitierten Ausgaben, einer für jedes Bandmitglied.
Ende 2008 wurde die Band von dem Majorlabel Warner Music unter Vertrag genommen. Die Band tourte noch einmal durch Japan und stellte ihre Liveaktivitäten bis zur nächsten Albenveröffentlichung ein. Am 24. Juni 2009 erschien mit Ascendead Master ihre erste Major-Single.
Am 9. August 2009 gab die Gruppe offiziell den Tod des Bassisten Jasmine You bekannt, er wurde nur 30 Jahre alt. Die Ursache seines frühen Todes wurde bisher nicht der Öffentlichkeit bekannt gegeben. Am 20. Januar 2010 erschien das zweite Album Jubilee, das noch mit Jasmine You aufgenommen wurde. Die fehlenden Bass-Parts wurden von Hizaki eingespielt.

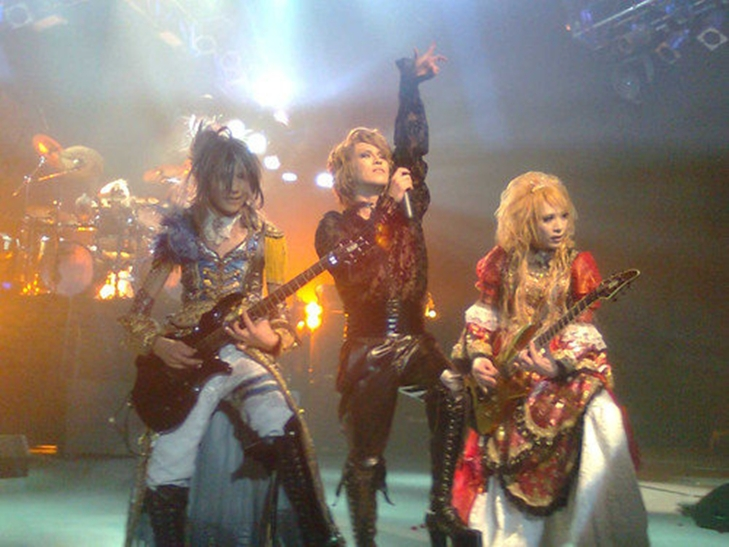
Versailles live im Jahr 2010

Am 27. Oktober 2010 erschien ihre neue Single DESTINY - The Lovers -, erstmals mit ihrem neuen Bassisten Masashi, der vorher bereits an einigen Liveshows teilgenommen hatte. Er war in den Livebands von Közi und Cosmo aktiv. Am 9. März 2011 erschien die Single Philia mit einem neuen Video und einer Folge von Episoden einer Serie namens Onegaikanaete Versailles. Am 15. Juni schließlich erschien das dritte Album Holy Grail gefolgt von einer Welttournee.
Am 25. April 2012 veröffentlichten Versailles eine neue Download-Single mit dem Titel Rhapsody Of The Darkness mit zwei Tracks, geschrieben von Kamijo und komponiert von Hizaki. Am 4. Juli 2012 folgt eine zweite Single namens Rose anlässlich des fünfjährigen Jubiläums der Gruppe.
Nach einem letzten Konzert in der NHK Hall gab Versailles offiziell bekannt, dass sie zum 20. Dezember 2012 eine Pause einlegen würden. Ihr letztes Album erschien am 26. September unter dem Bandnamen Versailles. Es erschienen außerdem noch eine Anthologie und eine Live-DVD.
Kamijo startete anschließend eine Solokarriere, während die restlichen Bandmitglieder Hizaki, Teru, Yuki und Masashidie Band Jupiter gründeten. Als Sänger stieß Zin zur Gruppe.
2016 kamen die Mitglieder wieder zusammen und es wurde eine Europa-Tour angekündigt. Ein neues Album erschienen daraufhin mit dem Namen The Greatest Hits 2007-2016, indem die Band ihre besten Songs neu aufnahm.

## Diskografie

### Studioalben
| Jahr | Titel Musiklabel              | Höchstplatzierung, Gesamtwochen, AuszeichnungChartsChartplatzierungen (Jahr, Titel, Musiklabel, Platzierungen, Wochen, Auszeichnungen, Anmerkungen) | Anmerkungen                              |
| Jahr | Titel Musiklabel              | JP | Anmerkungen                              |
| ---- | ----------------------------- | --- | ---------------------------------------- |
| 2008 | Noble Sherow Artist Society   | JP42 (4 Wo.)JP | Erstveröffentlichung: 16. Juli 2008      |
| 2010 | Jubilee Warner Music Japan    | JP16 (5 Wo.)JP | Erstveröffentlichung: 20. Januar 2010    |
| 2011 | Holy Grail Warner Music Japan | JP12 (5 Wo.)JP | Erstveröffentlichung: 15. Juni 2011      |
| 2012 | Versailles Warner Music Japan | JP31 (3 Wo.)JP | Erstveröffentlichung: 26. September 2012 |

### Livealben
| Jahr | Titel Musiklabel                              | Höchstplatzierung, Gesamtwochen, AuszeichnungChartsChartplatzierungen (Jahr, Titel, Musiklabel, Platzierungen, Wochen, Auszeichnungen, Anmerkungen) | Anmerkungen                             |
| Jahr | Titel Musiklabel                              | JP | Anmerkungen                             |
| ---- | --------------------------------------------- | --- | --------------------------------------- |
| 2010 | Lyrical Sympathy -Live- Sherow Artist Society | JP123 (1 Wo.)JP | Erstveröffentlichung: 1. September 2010 |
| 2010 | Noble -Live- Sherow Artist Society            | JP130 (1 Wo.)JP | Erstveröffentlichung: 1. September 2010 |

### EPs
| Jahr | Titel Musiklabel                       | Höchstplatzierung, Gesamtwochen, AuszeichnungChartsChartplatzierungen (Jahr, Titel, Musiklabel, Platzierungen, Wochen, Auszeichnungen, Anmerkungen) | Anmerkungen                            |
| Jahr | Titel Musiklabel                       | JP | Anmerkungen                            |
| ---- | -------------------------------------- | --- | -------------------------------------- |
| 2007 | Lyrical Sympathy Sherow Artist Society | JP76 (1 Wo.)JP | Erstveröffentlichung: 31. Oktober 2007 |
| 2017 | Lineage Warner Music Japan             | — | Erstveröffentlichung: 10. März 2017    |

### Kompilationen
| Jahr | Titel Musiklabel                               | Höchstplatzierung, Gesamtwochen, AuszeichnungChartsChartplatzierungen (Jahr, Titel, Musiklabel, Platzierungen, Wochen, Auszeichnungen, Anmerkungen) | Anmerkungen                              |
| Jahr | Titel Musiklabel                               | JP | Anmerkungen                              |
| ---- | ---------------------------------------------- | --- | ---------------------------------------- |
| 2013 | Anthologie Warner Music Japan                  | JP52 (1 Wo.)JP | Erstveröffentlichung: 30. Januar 2013    |
| 2016 | The Greatest Hits 2007-2016 Warner Music Japan | JP30 (2 Wo.)JP | Erstveröffentlichung: 14. September 2016 |

### Singles
| Jahr | Titel Album                     | Höchstplatzierung, Gesamtwochen, AuszeichnungChartsChartplatzierungen (Jahr, Titel, Album, Platzierungen, Wochen, Auszeichnungen, Anmerkungen) | Anmerkungen                             |
| Jahr | Titel Album                     | JP | Anmerkungen                             |
| ---- | ------------------------------- | --- | --------------------------------------- |
| 2007 | The Revenant Choir Noble        | — |                                         |
| 2008 | A Noble Was Born in Chaos Noble | — |                                         |
| 2008 | Prince & Princess Jubilee       | JP16 (6 Wo.)JP | Erstveröffentlichung: 10. Dezember 2008 |
| 2009 | Ascendead Master Jubilee        | JP8 (6 Wo.)JP | Erstveröffentlichung: 24. Juni 2009     |
| 2010 | Destiny -The Lovers- Holy Grail | JP17 (3 Wo.)JP | Erstveröffentlichung: 27. Oktober 2010  |
| 2011 | Philia Holy Grail               | JP15 (5 Wo.)JP | Erstveröffentlichung: 16. März 2011     |
| 2012 | Rhapsody of Darkness Versailles | — |                                         |
| 2012 | Rose Versailles                 | JP23 (2 Wo.)JP | Erstveröffentlichung: 4. Juli 2012      |
| 2023 | Vogue –                         | JP39 (2 Wo.)JP | Erstveröffentlichung: 21. Juni 2023     |

### Videoalben
| Jahr | Titel                                                    | Höchstplatzierung, Gesamtwochen, AuszeichnungChartsChartplatzierungen (Jahr, Titel, Platzierungen, Wochen, Auszeichnungen, Anmerkungen) | Anmerkungen                             |
| Jahr | Titel                                                    | JP | Anmerkungen                             |
| ---- | -------------------------------------------------------- | --- | --------------------------------------- |
| 2007 | The Revenant Choir                                       | — | Erstveröffentlichung: 2007              |
| 2007 | Aesthetic Violence                                       | JP219 (1 Wo.)JP | Erstveröffentlichung: 12. Dezember 2007 |
| 2007 | Urakizoku (裏貴族)                                       | — | Erstveröffentlichung: 2007              |
| 2009 | Kakumei no Anthology (革命のアンソロジー)                | — | Erstveröffentlichung: 2009              |
| 2009 | History of the Other Side                                | JP48 (1 Wo.)JP | Erstveröffentlichung: 20. Mai 2009      |
| 2009 | Chateau de Versailles                                    | JP42 (2 Wo.)JP | Erstveröffentlichung: 20. Mai 2009      |
| 2011 | Onegai Kanaete Versailles (おねがいかなえてヴェルサイユ) | — | Erstveröffentlichung: 2011              |
| 2011 | Chateau de Versailles -Jubilee-                          | JP103 (1 Wo.)JP | Erstveröffentlichung: 21. Dezember 2011 |
| 2012 | Chateau de Versailles -Holy Grail-                       | JP36 (1 Wo.)JP | Erstveröffentlichung: 31. Oktober 2012  |
| 2013 | Live Best                                                | JP232 (1 Wo.)JP | Erstveröffentlichung: 27. März 2013     |
| 2013 | Chateau de Versailles -Final-                            | JP65 (1 Wo.)JP | Erstveröffentlichung: 10. April 2013    |